# Tour de Luxemburgo 2024
La 84.ª edición del Tour de Luxemburgo fue una carrera de ciclismo en ruta por etapas que se celebró entre el 18 y el 22 de septiembre de 2024 con inicio y final en la ciudad de Luxemburgo en Luxemburgo. El recorrido constó de un total de 5 etapas sobre una distancia total de 706,7 km.
La carrera hizo parte del circuito UCI ProSeries 2024, dentro de la categoría 2.Pro.

## Equipos participantes
Tomaron parte en la carrera 19 equipos, de los cuales 10 fueron de categoría UCI WorldTeam, 8 de categoría UCI ProTeam y el equipo nacional de Luxemburgo, quienes conformaron un pelotón de 114 ciclistas de los cuales finalizaron 88. Los equipos participantes fueron:
| WorldTeams (10)- Movistar Team - Lidl-Trek - Decathlon-AG2R La Mondiale - EF Education-EasyPost - Alpecin-Deceuninck - UAE Team Emirates - Team Visma \| Lease a Bike - Soudal Quick-Step - Bahrain Victorious - Groupama-FDJ ProTeams (8)- Polti Kometa - TDT-Unibet - Team Flanders-Baloise - Lotto Dstny - Tudor Pro Cycling Team - Q36.5 Pro Cycling Team - TotalEnergies - Uno-X Mobility Equipo nacional- Luxemburgo |
| |

## Etapas
| Etapa     | Fecha     | Recorrido                 | type                    | Distancia (km) | Ganador              | Líder                |
| --------- | --------- | ------------------------- | ----------------------- | -------------- | -------------------- | -------------------- |
| 1.ª etapa | 18 de sep | Luxemburgo – Luxemburgo   | etapa escarpada         | 158            | Mathieu van der Poel | Mathieu van der Poel |
| 2.ª etapa | 19 de sep | Junglinster – Schifflange | etapa escarpada         | 155            | Mads Pedersen        | Mathieu van der Poel |
| 3.ª etapa | 20 de sep | Rouspert – Diekirch       | etapa escarpada         | 201,3          | Mauri Vansevenant    | Mauri Vansevenant    |
| 4.ª etapa | 21 de sep | Differdange – Differdange | contrarreloj individual | 15,5           | Juan Ayuso           | Mathieu van der Poel |
| 5.ª etapa | 22 de sep | Mersch – Luxemburgo       | etapa escarpada         | 176,9          | David Gaudu          | Antonio Tiberi       |

## Desarrollo de la carrera

### 1.ª etapa
| Luxemburgo - Luxemburgo | etapa escarpada | (158 km) |

| \| Clasificación de la etapa \| Clasificación de la etapa \| Clasificación de la etapa \| Clasificación de la etapa \| Clasificación de la etapa \| \| Ciclista \| Ciclista \| Equipo \| Tiempo \| \| \| ------------------------- \| ------------------------- \| -------------------------- \| ------------------------- \| ------------------------- \| \| 1.º \| Mathieu van der Poel \| Alpecin-Deceuninck \| 3 h 46 min 26 s \| \| \| 2.º \| Christophe Laporte \| Team Visma \\| Lease a Bike \| + 0 s \| \| \| 3.º \| Andreas Kron \| Lotto Dstny \| + 0 s \| \| \| 4.º \| Bart Lemmen \| Team Visma \\| Lease a Bike \| + 0 s \| \| \| 5.º \| Finn Fisher-Black \| UAE Team Emirates \| + 0 s \| \| \| 6.º \| Antonio Tiberi \| Bahrain Victorious \| + 0 s \| \| \| 7.º \| Wilco Kelderman \| Team Visma \\| Lease a Bike \| + 0 s \| \| \| 8.º \| Ruben Guerreiro \| Movistar Team \| + 0 s \| \| \| 9.º \| Jon Barrenetxea \| Movistar Team \| + 0 s \| \| \| 10.º \| Jordan Labrosse \| Decathlon-AG2R La Mondiale \| + 0 s \| \| |                      |                            |                 |
| |                      |                            |                 |
| |                      |                            |                 |
| Clasificación de la etapa |                      |                            |                 |
| Ciclista | Ciclista             | Equipo                     | Tiempo          |
| 1.º | Mathieu van der Poel | Alpecin-Deceuninck         | 3 h 46 min 26 s |
| 2.º | Christophe Laporte   | Team Visma \| Lease a Bike | + 0 s           |
| 3.º | Andreas Kron         | Lotto Dstny                | + 0 s           |
| 4.º | Bart Lemmen          | Team Visma \| Lease a Bike | + 0 s           |
| 5.º | Finn Fisher-Black    | UAE Team Emirates          | + 0 s           |
| 6.º | Antonio Tiberi       | Bahrain Victorious         | + 0 s           |
| 7.º | Wilco Kelderman      | Team Visma \| Lease a Bike | + 0 s           |
| 8.º | Ruben Guerreiro      | Movistar Team              | + 0 s           |
| 9.º | Jon Barrenetxea      | Movistar Team              | + 0 s           |
| 10.º | Jordan Labrosse      | Decathlon-AG2R La Mondiale | + 0 s           |

| \| Clasificación general \| Clasificación general \| Clasificación general \| Clasificación general \| Clasificación general \| \| Ciclista \| Ciclista \| Equipo \| Tiempo \| \| \| --------------------- \| --------------------- \| -------------------------- \| --------------------- \| --------------------- \| \| 1.º \| Mathieu van der Poel \| Alpecin-Deceuninck \| 3 h 46 min 18 s \| \| \| 2.º \| Christophe Laporte \| Team Visma \\| Lease a Bike \| + 4 s \| \| \| 3.º \| Andreas Kron \| Lotto Dstny \| + 6 s \| \| \| 4.º \| Marc Hirschi \| UAE Team Emirates \| + 9 s \| \| \| 5.º \| Bart Lemmen \| Team Visma \\| Lease a Bike \| + 10 s \| \| \| 6.º \| Finn Fisher-Black \| UAE Team Emirates \| + 10 s \| \| \| 7.º \| Antonio Tiberi \| Bahrain Victorious \| + 10 s \| \| \| 8.º \| Wilco Kelderman \| Team Visma \\| Lease a Bike \| + 10 s \| \| \| 9.º \| Ruben Guerreiro \| Movistar Team \| + 10 s \| \| \| 10.º \| Jon Barrenetxea \| Movistar Team \| + 10 s \| \| |                      |                            |                 |
| |                      |                            |                 |
| |                      |                            |                 |
| Clasificación general |                      |                            |                 |
| Ciclista | Ciclista             | Equipo                     | Tiempo          |
| 1.º | Mathieu van der Poel | Alpecin-Deceuninck         | 3 h 46 min 18 s |
| 2.º | Christophe Laporte   | Team Visma \| Lease a Bike | + 4 s           |
| 3.º | Andreas Kron         | Lotto Dstny                | + 6 s           |
| 4.º | Marc Hirschi         | UAE Team Emirates          | + 9 s           |
| 5.º | Bart Lemmen          | Team Visma \| Lease a Bike | + 10 s          |
| 6.º | Finn Fisher-Black    | UAE Team Emirates          | + 10 s          |
| 7.º | Antonio Tiberi       | Bahrain Victorious         | + 10 s          |
| 8.º | Wilco Kelderman      | Team Visma \| Lease a Bike | + 10 s          |
| 9.º | Ruben Guerreiro      | Movistar Team              | + 10 s          |
| 10.º | Jon Barrenetxea      | Movistar Team              | + 10 s          |

### 2.ª etapa
| Junglinster - Schifflange | etapa escarpada | (155 km) |

| \| Clasificación de la etapa \| Clasificación de la etapa \| Clasificación de la etapa \| Clasificación de la etapa \| Clasificación de la etapa \| \| Ciclista \| Ciclista \| Equipo \| Tiempo \| \| \| ------------------------- \| ------------------------- \| -------------------------- \| ------------------------- \| ------------------------- \| \| 1.º \| Mads Pedersen \| Lidl-Trek \| 3 h 41 min 27 s \| \| \| 2.º \| Mathieu van der Poel \| Alpecin-Deceuninck \| + 0 s \| \| \| 3.º \| Robin Froidevaux \| Tudor Pro Cycling Team \| + 0 s \| \| \| 4.º \| Christophe Laporte \| Team Visma \\| Lease a Bike \| + 0 s \| \| \| 5.º \| Fred Wright \| Bahrain Victorious \| + 0 s \| \| \| 6.º \| Mirco Maestri \| Team Polti Kometa \| + 0 s \| \| \| 7.º \| Ivo Oliveira \| UAE Team Emirates \| + 0 s \| \| \| 8.º \| Laurence Pithie \| Groupama-FDJ \| + 0 s \| \| \| 9.º \| Lorenzo Milesi \| Movistar Team \| + 0 s \| \| \| 10.º \| Antonio Tiberi \| Bahrain Victorious \| + 0 s \| \| |                      |                            |                 |
| |                      |                            |                 |
| |                      |                            |                 |
| Clasificación de la etapa |                      |                            |                 |
| Ciclista | Ciclista             | Equipo                     | Tiempo          |
| 1.º | Mads Pedersen        | Lidl-Trek                  | 3 h 41 min 27 s |
| 2.º | Mathieu van der Poel | Alpecin-Deceuninck         | + 0 s           |
| 3.º | Robin Froidevaux     | Tudor Pro Cycling Team     | + 0 s           |
| 4.º | Christophe Laporte   | Team Visma \| Lease a Bike | + 0 s           |
| 5.º | Fred Wright          | Bahrain Victorious         | + 0 s           |
| 6.º | Mirco Maestri        | Team Polti Kometa          | + 0 s           |
| 7.º | Ivo Oliveira         | UAE Team Emirates          | + 0 s           |
| 8.º | Laurence Pithie      | Groupama-FDJ               | + 0 s           |
| 9.º | Lorenzo Milesi       | Movistar Team              | + 0 s           |
| 10.º | Antonio Tiberi       | Bahrain Victorious         | + 0 s           |

| \| Clasificación general \| Clasificación general \| Clasificación general \| Clasificación general \| Clasificación general \| \| Ciclista \| Ciclista \| Equipo \| Tiempo \| \| \| --------------------- \| --------------------- \| -------------------------- \| --------------------- \| --------------------- \| \| 1.º \| Mathieu van der Poel \| Alpecin-Deceuninck \| 7 h 27 min 39 s \| \| \| 2.º \| Christophe Laporte \| Team Visma \\| Lease a Bike \| + 10 s \| \| \| 3.º \| Andreas Kron \| Lotto Dstny \| + 12 s \| \| \| 4.º \| Marc Hirschi \| UAE Team Emirates \| + 12 s \| \| \| 5.º \| Carl Fredrik Hagen \| Q36.5 Pro Cycling Team \| + 13 s \| \| \| 6.º \| Idar Andersen \| Uno-X Mobility \| + 15 s \| \| \| 7.º \| Harry Sweeny \| EF Education-EasyPost \| + 15 s \| \| \| 8.º \| Antonio Tiberi \| Bahrain Victorious \| + 16 s \| \| \| 9.º \| Mirco Maestri \| Team Polti Kometa \| + 16 s \| \| \| 10.º \| Jon Barrenetxea \| Movistar Team \| + 16 s \| \| |                      |                            |                 |
| |                      |                            |                 |
| |                      |                            |                 |
| Clasificación general |                      |                            |                 |
| Ciclista | Ciclista             | Equipo                     | Tiempo          |
| 1.º | Mathieu van der Poel | Alpecin-Deceuninck         | 7 h 27 min 39 s |
| 2.º | Christophe Laporte   | Team Visma \| Lease a Bike | + 10 s          |
| 3.º | Andreas Kron         | Lotto Dstny                | + 12 s          |
| 4.º | Marc Hirschi         | UAE Team Emirates          | + 12 s          |
| 5.º | Carl Fredrik Hagen   | Q36.5 Pro Cycling Team     | + 13 s          |
| 6.º | Idar Andersen        | Uno-X Mobility             | + 15 s          |
| 7.º | Harry Sweeny         | EF Education-EasyPost      | + 15 s          |
| 8.º | Antonio Tiberi       | Bahrain Victorious         | + 16 s          |
| 9.º | Mirco Maestri        | Team Polti Kometa          | + 16 s          |
| 10.º | Jon Barrenetxea      | Movistar Team              | + 16 s          |

### 3.ª etapa
| Rouspert - Diekirch | etapa escarpada | (201,3 km) |

| \| Clasificación de la etapa \| Clasificación de la etapa \| Clasificación de la etapa \| Clasificación de la etapa \| Clasificación de la etapa \| \| Ciclista \| Ciclista \| Equipo \| Tiempo \| \| \| ------------------------- \| ------------------------- \| -------------------------- \| ------------------------- \| ------------------------- \| \| 1.º \| Mauri Vansevenant \| Soudal Quick-Step \| 4 h 53 min 34 s \| \| \| 2.º \| Mathieu van der Poel \| Alpecin-Deceuninck \| + 41 s \| \| \| 3.º \| Marc Hirschi \| UAE Team Emirates \| + 41 s \| \| \| 4.º \| David Gaudu \| Groupama-FDJ \| + 41 s \| \| \| 5.º \| Bart Lemmen \| Team Visma \\| Lease a Bike \| + 41 s \| \| \| 6.º \| Nicolas Prodhomme \| Decathlon-AG2R La Mondiale \| + 41 s \| \| \| 7.º \| Andreas Kron \| Lotto Dstny \| + 41 s \| \| \| 8.º \| Wilco Kelderman \| Team Visma \\| Lease a Bike \| + 41 s \| \| \| 9.º \| Juan Ayuso \| UAE Team Emirates \| + 41 s \| \| \| 10.º \| Antonio Tiberi \| Bahrain Victorious \| + 41 s \| \| |                      |                            |                 |
| |                      |                            |                 |
| |                      |                            |                 |
| Clasificación de la etapa |                      |                            |                 |
| Ciclista | Ciclista             | Equipo                     | Tiempo          |
| 1.º | Mauri Vansevenant    | Soudal Quick-Step          | 4 h 53 min 34 s |
| 2.º | Mathieu van der Poel | Alpecin-Deceuninck         | + 41 s          |
| 3.º | Marc Hirschi         | UAE Team Emirates          | + 41 s          |
| 4.º | David Gaudu          | Groupama-FDJ               | + 41 s          |
| 5.º | Bart Lemmen          | Team Visma \| Lease a Bike | + 41 s          |
| 6.º | Nicolas Prodhomme    | Decathlon-AG2R La Mondiale | + 41 s          |
| 7.º | Andreas Kron         | Lotto Dstny                | + 41 s          |
| 8.º | Wilco Kelderman      | Team Visma \| Lease a Bike | + 41 s          |
| 9.º | Juan Ayuso           | UAE Team Emirates          | + 41 s          |
| 10.º | Antonio Tiberi       | Bahrain Victorious         | + 41 s          |

| \| Clasificación general \| Clasificación general \| Clasificación general \| Clasificación general \| Clasificación general \| \| Ciclista \| Ciclista \| Equipo \| Tiempo \| \| \| --------------------- \| --------------------- \| -------------------------- \| --------------------- \| --------------------- \| \| 1.º \| Mauri Vansevenant \| Soudal Quick-Step \| 12 h 21 min 16 s \| \| \| 2.º \| Mathieu van der Poel \| Alpecin-Deceuninck \| + 32 s \| \| \| 3.º \| Marc Hirschi \| UAE Team Emirates \| + 45 s \| \| \| 4.º \| Andreas Kron \| Lotto Dstny \| + 50 s \| \| \| 5.º \| Harry Sweeny \| EF Education-EasyPost \| + 53 s \| \| \| 6.º \| Antonio Tiberi \| Bahrain Victorious \| + 54 s \| \| \| 7.º \| Davide Piganzoli \| Team Polti Kometa \| + 54 s \| \| \| 8.º \| Bart Lemmen \| Team Visma \\| Lease a Bike \| + 54 s \| \| \| 9.º \| Wilco Kelderman \| Team Visma \\| Lease a Bike \| + 54 s \| \| \| 10.º \| David Gaudu \| Groupama-FDJ \| + 54 s \| \| |                      |                            |                  |
| |                      |                            |                  |
| |                      |                            |                  |
| Clasificación general |                      |                            |                  |
| Ciclista | Ciclista             | Equipo                     | Tiempo           |
| 1.º | Mauri Vansevenant    | Soudal Quick-Step          | 12 h 21 min 16 s |
| 2.º | Mathieu van der Poel | Alpecin-Deceuninck         | + 32 s           |
| 3.º | Marc Hirschi         | UAE Team Emirates          | + 45 s           |
| 4.º | Andreas Kron         | Lotto Dstny                | + 50 s           |
| 5.º | Harry Sweeny         | EF Education-EasyPost      | + 53 s           |
| 6.º | Antonio Tiberi       | Bahrain Victorious         | + 54 s           |
| 7.º | Davide Piganzoli     | Team Polti Kometa          | + 54 s           |
| 8.º | Bart Lemmen          | Team Visma \| Lease a Bike | + 54 s           |
| 9.º | Wilco Kelderman      | Team Visma \| Lease a Bike | + 54 s           |
| 10.º | David Gaudu          | Groupama-FDJ               | + 54 s           |

### 4.ª etapa
| Differdange - Differdange | contrarreloj individual | (15,5 km) |

| \| Clasificación de la etapa \| Clasificación de la etapa \| Clasificación de la etapa \| Clasificación de la etapa \| Clasificación de la etapa \| \| Ciclista \| Ciclista \| Equipo \| Tiempo \| \| \| ------------------------- \| ------------------------- \| ------------------------- \| ------------------------- \| ------------------------- \| \| 1.º \| Juan Ayuso \| UAE Team Emirates \| 19 min 11 s \| \| \| 2.º \| Antonio Tiberi \| Bahrain Victorious \| + 7 s \| \| \| 3.º \| Mads Pedersen \| Lidl-Trek \| + 11 s \| \| \| 4.º \| Marc Hirschi \| UAE Team Emirates \| + 14 s \| \| \| 5.º \| Mathieu van der Poel \| Alpecin-Deceuninck \| + 19 s \| \| \| 6.º \| Felix Großschartner \| UAE Team Emirates \| + 20 s \| \| \| 7.º \| Lorenzo Milesi \| Movistar Team \| + 20 s \| \| \| 8.º \| Quinn Simmons \| Lidl-Trek \| + 26 s \| \| \| 9.º \| Harry Sweeny \| EF Education-EasyPost \| + 26 s \| \| \| 10.º \| Alex Kirsch \| Lidl-Trek \| + 31 s \| \| |                      |                       |             |
| |                      |                       |             |
| |                      |                       |             |
| Clasificación de la etapa |                      |                       |             |
| Ciclista | Ciclista             | Equipo                | Tiempo      |
| 1.º | Juan Ayuso           | UAE Team Emirates     | 19 min 11 s |
| 2.º | Antonio Tiberi       | Bahrain Victorious    | + 7 s       |
| 3.º | Mads Pedersen        | Lidl-Trek             | + 11 s      |
| 4.º | Marc Hirschi         | UAE Team Emirates     | + 14 s      |
| 5.º | Mathieu van der Poel | Alpecin-Deceuninck    | + 19 s      |
| 6.º | Felix Großschartner  | UAE Team Emirates     | + 20 s      |
| 7.º | Lorenzo Milesi       | Movistar Team         | + 20 s      |
| 8.º | Quinn Simmons        | Lidl-Trek             | + 26 s      |
| 9.º | Harry Sweeny         | EF Education-EasyPost | + 26 s      |
| 10.º | Alex Kirsch          | Lidl-Trek             | + 31 s      |

| \| Clasificación general \| Clasificación general \| Clasificación general \| Clasificación general \| Clasificación general \| \| Ciclista \| Ciclista \| Equipo \| Tiempo \| \| \| --------------------- \| --------------------- \| -------------------------- \| --------------------- \| --------------------- \| \| 1.º \| Mathieu van der Poel \| Alpecin-Deceuninck \| 12 h 41 min 18 s \| \| \| 2.º \| Juan Ayuso \| UAE Team Emirates \| + 3 s \| \| \| 3.º \| Mauri Vansevenant \| Soudal Quick-Step \| + 3 s \| \| \| 4.º \| Marc Hirschi \| UAE Team Emirates \| + 8 s \| \| \| 5.º \| Antonio Tiberi \| Bahrain Victorious \| + 10 s \| \| \| 6.º \| Harry Sweeny \| EF Education-EasyPost \| + 28 s \| \| \| 7.º \| David Gaudu \| Groupama-FDJ \| + 39 s \| \| \| 8.º \| Davide Piganzoli \| Team Polti Kometa \| + 46 s \| \| \| 9.º \| Mats Wenzel \| Lidl-Trek Future Racing \| + 57 s \| \| \| 10.º \| Wilco Kelderman \| Team Visma \\| Lease a Bike \| + 1 min 02 s \| \| |                      |                            |                  |
| |                      |                            |                  |
| |                      |                            |                  |
| Clasificación general |                      |                            |                  |
| Ciclista | Ciclista             | Equipo                     | Tiempo           |
| 1.º | Mathieu van der Poel | Alpecin-Deceuninck         | 12 h 41 min 18 s |
| 2.º | Juan Ayuso           | UAE Team Emirates          | + 3 s            |
| 3.º | Mauri Vansevenant    | Soudal Quick-Step          | + 3 s            |
| 4.º | Marc Hirschi         | UAE Team Emirates          | + 8 s            |
| 5.º | Antonio Tiberi       | Bahrain Victorious         | + 10 s           |
| 6.º | Harry Sweeny         | EF Education-EasyPost      | + 28 s           |
| 7.º | David Gaudu          | Groupama-FDJ               | + 39 s           |
| 8.º | Davide Piganzoli     | Team Polti Kometa          | + 46 s           |
| 9.º | Mats Wenzel          | Lidl-Trek Future Racing    | + 57 s           |
| 10.º | Wilco Kelderman      | Team Visma \| Lease a Bike | + 1 min 02 s     |

### 5.ª etapa
| Mersch - Luxemburgo | etapa escarpada | (176,9 km) |

| \| Clasificación de la etapa \| Clasificación de la etapa \| Clasificación de la etapa \| Clasificación de la etapa \| Clasificación de la etapa \| \| Ciclista \| Ciclista \| Equipo \| Tiempo \| \| \| ------------------------- \| ------------------------- \| -------------------------- \| ------------------------- \| ------------------------- \| \| 1.º \| David Gaudu \| Groupama-FDJ \| 4 h 06 min 03 s \| \| \| 2.º \| Quinn Simmons \| Lidl-Trek \| + 3 s \| \| \| 3.º \| Jordan Jegat \| TotalEnergies \| + 3 s \| \| \| 4.º \| Antonio Tiberi \| Bahrain Victorious \| + 3 s \| \| \| 5.º \| Mads Pedersen \| Lidl-Trek \| + 29 s \| \| \| 6.º \| Mathieu van der Poel \| Alpecin-Deceuninck \| + 29 s \| \| \| 7.º \| Juan Ayuso \| UAE Team Emirates \| + 31 s \| \| \| 8.º \| Bastien Tronchon \| Decathlon-AG2R La Mondiale \| + 31 s \| \| \| 9.º \| Mauri Vansevenant \| Soudal Quick-Step \| + 31 s \| \| \| 10.º \| Marc Hirschi \| UAE Team Emirates \| + 31 s \| \| |                      |                            |                 |
| |                      |                            |                 |
| |                      |                            |                 |
| Clasificación de la etapa |                      |                            |                 |
| Ciclista | Ciclista             | Equipo                     | Tiempo          |
| 1.º | David Gaudu          | Groupama-FDJ               | 4 h 06 min 03 s |
| 2.º | Quinn Simmons        | Lidl-Trek                  | + 3 s           |
| 3.º | Jordan Jegat         | TotalEnergies              | + 3 s           |
| 4.º | Antonio Tiberi       | Bahrain Victorious         | + 3 s           |
| 5.º | Mads Pedersen        | Lidl-Trek                  | + 29 s          |
| 6.º | Mathieu van der Poel | Alpecin-Deceuninck         | + 29 s          |
| 7.º | Juan Ayuso           | UAE Team Emirates          | + 31 s          |
| 8.º | Bastien Tronchon     | Decathlon-AG2R La Mondiale | + 31 s          |
| 9.º | Mauri Vansevenant    | Soudal Quick-Step          | + 31 s          |
| 10.º | Marc Hirschi         | UAE Team Emirates          | + 31 s          |

## Clasificaciones finales
- Las clasificaciones finalizaron de la siguiente forma:[2]

### Clasificación general
| \| Clasificación general \| Clasificación general \| Clasificación general \| Clasificación general \| Clasificación general \| \| Ciclista \| Ciclista \| Equipo \| Tiempo \| \| \| --------------------- \| --------------------- \| --------------------- \| --------------------- \| --------------------- \| \| 1.º \| Antonio Tiberi \| Bahrain Victorious \| 16 h 47 min 34 s \| \| \| 2.º \| Mathieu van der Poel \| Alpecin-Deceuninck \| + 15 s \| \| \| 3.º \| David Gaudu \| Groupama-FDJ \| + 16 s \| \| \| 4.º \| Mauri Vansevenant \| Soudal Quick-Step \| + 19 s \| \| \| 5.º \| Juan Ayuso \| UAE Team Emirates \| + 21 s \| \| \| 6.º \| Marc Hirschi \| UAE Team Emirates \| + 26 s \| \| \| 7.º \| Harry Sweeny \| EF Education-EasyPost \| + 46 s \| \| \| 8.º \| Jordan Jegat \| TotalEnergies \| + 54 s \| \| \| 9.º \| Davide Piganzoli \| Team Polti Kometa \| + 1 min 04 s \| \| \| 10.º \| Mats Wenzel \| Luxemburgo \| + 1 min 15 s \| \| |                      |                       |                  |
| |                      |                       |                  |
| Fuente: ProCyclingStats |                      |                       |                  |
| Clasificación general |                      |                       |                  |
| Ciclista | Ciclista             | Equipo                | Tiempo           |
| 1.º | Antonio Tiberi       | Bahrain Victorious    | 16 h 47 min 34 s |
| 2.º | Mathieu van der Poel | Alpecin-Deceuninck    | + 15 s           |
| 3.º | David Gaudu          | Groupama-FDJ          | + 16 s           |
| 4.º | Mauri Vansevenant    | Soudal Quick-Step     | + 19 s           |
| 5.º | Juan Ayuso           | UAE Team Emirates     | + 21 s           |
| 6.º | Marc Hirschi         | UAE Team Emirates     | + 26 s           |
| 7.º | Harry Sweeny         | EF Education-EasyPost | + 46 s           |
| 8.º | Jordan Jegat         | TotalEnergies         | + 54 s           |
| 9.º | Davide Piganzoli     | Team Polti Kometa     | + 1 min 04 s     |
| 10.º | Mats Wenzel          | Luxemburgo            | + 1 min 15 s     |

### Clasificación por puntos
| Clasificación por puntos | Clasificación por puntos | Clasificación por puntos   | Clasificación por puntos | Clasificación por puntos |
| Ciclista                 | Ciclista                 | Equipo                     | Puntos                   |                          |
| ------------------------ | ------------------------ | -------------------------- | ------------------------ | ------------------------ |
| 1.º                      | Mathieu van der Poel     | Alpecin-Deceuninck         | 70 pts                   |                          |
| 2.º                      | Mads Pedersen            | Lidl-Trek                  | 42 pts                   |                          |
| 3.º                      | Antonio Tiberi           | Bahrain Victorious         | 37 pts                   |                          |
| 4.º                      | Marc Hirschi             | UAE Team Emirates          | 34 pts                   |                          |
| 5.º                      | David Gaudu              | Groupama-FDJ               | 31 pts                   |                          |
| 6.º                      | Mauri Vansevenant        | Soudal Quick-Step          | 30 pts                   |                          |
| 7.º                      | Juan Ayuso               | UAE Team Emirates          | 27 pts                   |                          |
| 8.º                      | Quinn Simmons            | Lidl-Trek                  | 20 pts                   |                          |
| 9.º                      | Wilco Kelderman          | Team Visma \| Lease a Bike | 13 pts                   |                          |
| 10.º                     | Jordan Jegat             | TotalEnergies              | 13 pts                   |                          |

### Clasificación de la montaña
| Clasificación de la montaña | Clasificación de la montaña | Clasificación de la montaña | Clasificación de la montaña | Clasificación de la montaña |
| Ciclista                    | Ciclista                    | Equipo                      | Puntos                      |                             |
| --------------------------- | --------------------------- | --------------------------- | --------------------------- | --------------------------- |
| 1.º                         | Pepijn Reinderink           | Soudal Quick-Step           | 26 pts                      |                             |
| 2.º                         | Mauri Vansevenant           | Soudal Quick-Step           | 20 pts                      |                             |
| 3.º                         | Louis Vervaeke              | Soudal Quick-Step           | 16 pts                      |                             |
| 4.º                         | Johannes Kulset             | Uno-X Mobility              | 11 pts                      |                             |
| 5.º                         | Johannes Staune-Mittet      | Team Visma \| Lease a Bike  | 10 pts                      |                             |
| 6.º                         | Mattia Bais                 | Team Polti Kometa           | 10 pts                      |                             |
| 7.º                         | Alexandre Kess              | Philippe Wagner-Bazin       | 9 pts                       |                             |
| 8.º                         | Archie Ryan                 | EF Education-EasyPost       | 8 pts                       |                             |
| 9.º                         | Davide Piganzoli            | Team Polti Kometa           | 5 pts                       |                             |
| 10.º                        | Bastien Tronchon            | Decathlon-AG2R La Mondiale  | 5 pts                       |                             |

### Clasificación de los jóvenes
| Clasificación del mejor joven | Clasificación del mejor joven | Clasificación del mejor joven | Clasificación del mejor joven | Clasificación del mejor joven |
| Ciclista                      | Ciclista                      | Equipo                        | Tiempo                        |                               |
| ----------------------------- | ----------------------------- | ----------------------------- | ----------------------------- | ----------------------------- |
| 1.º                           | Antonio Tiberi                | Bahrain Victorious            | 16 h 47 min 34 s              |                               |
| 2.º                           | Mauri Vansevenant             | Soudal Quick-Step             | + 19 s                        |                               |
| 3.º                           | Juan Ayuso                    | UAE Team Emirates             | + 21 s                        |                               |
| 4.º                           | Jordan Jegat                  | TotalEnergies                 | + 54 s                        |                               |
| 5.º                           | Davide Piganzoli              | Team Polti Kometa             | + 1 min 04 s                  |                               |
| 6.º                           | Mats Wenzel                   | Luxemburgo                    | + 1 min 15 s                  |                               |
| 7.º                           | Quinn Simmons                 | Lidl-Trek                     | + 1 min 36 s                  |                               |
| 8.º                           | Pelayo Sánchez                | Movistar Team                 | + 1 min 44 s                  |                               |
| 9.º                           | Jon Barrenetxea               | Movistar Team                 | + 2 min 16 s                  |                               |
| 10.º                          | Idar Andersen                 | Uno-X Mobility                | + 2 min 36 s                  |                               |

### Clasificación por equipos
| Clasificación por equipos | Clasificación por equipos  | Clasificación por equipos | Clasificación por equipos |
| Equipo                    | Equipo                     | Tiempo                    |                           |
| ------------------------- | -------------------------- | ------------------------- | ------------------------- |
| 1.º                       | UAE Team Emirates          | 50 h 27 min 05 s          |                           |
| 2.º                       | Movistar Team              | + 30 s                    |                           |
| 3.º                       | Team Visma \| Lease a Bike | + 1 min 33 s              |                           |
| 4.º                       | Groupama-FDJ               | + 1 min 57 s              |                           |
| 5.º                       | EF Education-EasyPost      | + 3 min 14 s              |                           |

## Evolución de las clasificaciones
| Etapa                   |                         | Ganador _            | Clasificación general | Puntos               | Montaña           | Jóvenes           | Equipo                     |
| ----------------------- | ----------------------- | -------------------- | --------------------- | -------------------- | ----------------- | ----------------- | -------------------------- |
| 1.ª etapa               | etapa escarpada         | Mathieu van der Poel | Mathieu van der Poel  | Mathieu van der Poel | Pepijn Reinderink | Finn Fisher-Black | Team Visma \| Lease a Bike |
| 2.ª etapa               | etapa escarpada         | Mads Pedersen        | Mathieu van der Poel  | Mathieu van der Poel | Pepijn Reinderink | Idar Andersen     | Team Visma \| Lease a Bike |
| 3.ª etapa               | etapa escarpada         | Mauri Vansevenant    | Mauri Vansevenant     | Mathieu van der Poel | Pepijn Reinderink | Mauri Vansevenant | Team Visma \| Lease a Bike |
| 4.ª etapa               | contrarreloj individual | Juan Ayuso           | Mathieu van der Poel  | Mathieu van der Poel | Pepijn Reinderink | Juan Ayuso        | UAE Team Emirates          |
| 5.ª etapa               | etapa escarpada         | David Gaudu          | Antonio Tiberi        | Mathieu van der Poel | Pepijn Reinderink | Antonio Tiberi    | UAE Team Emirates          |
| Clasificaciones finales | Clasificaciones finales |                      | Antonio Tiberi        | Mathieu van der Poel | Pepijn Reinderink | Antonio Tiberi    | UAE Team Emirates          |

## Ciclistas participantes y posiciones finales
Convenciones:
- AB-N: Abandono en la etapa "N"
- FLT-N: Retiro por llegada fuera del límite de tiempo en la etapa "N"
- NTS-N: No tomó la salida para la etapa "N"
- DES-N: Descalificado o expulsado en la etapa "N"

## UCI World Ranking
El Tour de Luxemburgo otorgó puntos para el UCI World Ranking para corredores de los equipos en las categorías UCI WorldTeam, UCI ProTeam y Continental. Las siguientes tablas son el baremo de puntuación y los diez corredores que obtuvieron más puntos:
| Posición              | 1.º | 2.º | 3.º | 4.º | 5.º | 6.º | 7.º | 8.º | 9.º | 10.º | 11.º | 12.º | 13.º | 14.º | 15.º | 16.º-30.º | 31.º-40.º |
| Clasificación general | 200 | 150 | 125 | 100 | 85  | 70  | 60  | 50  | 40  | 35   | 30   | 25   | 20   | 15   | 10   | 5         | 3         |
| Por etapa             | 20  | 15  | 10  | 5   | 3   |     |     |     |     |      |      |      |      |      |      |           |           |
| Líder                 | 5   |     |     |     |     |     |     |     |     |      |      |      |      |      |      |           |           |

| Clasificación |                      |                       |         |       |       |       |
| Posición      | Ciclista             | Equipo                | General | Etapa | Líder | Total |
| ------------- | -------------------- | --------------------- | ------- | ----- | ----- | ----- |
| 1.º           | Antonio Tiberi       | Bahrain Victorious    | 200     | 20    | -     | 220   |
| 2.º           | Mathieu van der Poel | Alpecin-Deceuninck    | 150     | 53    | 15    | 218   |
| 3.º           | David Gaudu          | Groupama-FDJ          | 125     | 25    | -     | 150   |
| 4.º           | Mauri Vansevenant    | Soudal Quick-Step     | 100     | 20    | 5     | 125   |
| 5.º           | Juan Ayuso           | UAE Emirates          | 85      | 20    | -     | 105   |
| 6.º           | Marc Hirschi         | UAE Emirates          | 70      | 15    | -     | 85    |
| 7.º           | Harry Sweeny         | EF Education-EasyPost | 60      | -     | -     | 60    |
| 8.º           | Jordan Jegat         | TotalEnergies         | 50      | 10    | -     | 60    |
| 9.º           | Davide Piganzoli     | Polti Kometa          | 40      | -     | -     | 40    |
| 10.º          | Mats Wenzel          | Luxemburgo            | 35      | -     | -     | 35    |